# Heidi Astrup
Heidi Holme Astrup (* 31. Mai 1972 in Viborg) ist eine ehemalige dänische Handballspielerin.

## Karriere
Astrup begann im Alter von sechs Jahren das Handballspielen bei Viborg HK. Später gehörte die Rückraumspielerin dem Damenkader von Viborg HK an. Nachdem Astrup in der Saison 1997/98 für den japanischen Verein Chateraise auf Torejagd gegangen war, kehrte sie anschließend wieder nach Viborg zurück. Bis zum Saisonende 2002/03 gewann sie mit Viborg insgesamt achtmal die dänische Meisterschaft und zweimal den EHF-Pokal.
2003 unterschrieb sie einen Vertrag beim Ligarivalen Aalborg DH. Nach zwei Jahren in Aalborg schloss sie sich wieder Viborg HK an. Mit Viborg gewann sie 2006 eine weitere Meisterschaft sowie die EHF Champions League. 2007 wechselte sie zum Zweitligisten Skive fH, bei dem sie zusätzlich als Assistenztrainerin tätig war. Schwangerschaftsbedingt beendete sie dort 2008 ihre Karriere. Im Jahr 2011 war sie von April bis Juni als Assistenztrainerin in Viborg tätig. Im November 2014 gab Astrup im Alter von 42 Jahren ein kurzes Comeback bei Viborg HK. Im Februar 2015 übernahm sie erneut den Posten als Assistenztrainerin beim VHK.
Astrup gehörte ab 1990 dem Kader der dänischen Nationalmannschaft an. Mit Dänemark gewann sie 1996 die Goldmedaille bei den Olympischen Spielen sowie 1994 und 1996 die Europameisterschaft. Nach der EM 1996 beendete Astrup ihre Länderspielkarriere, jedoch kehrte sie nochmals 2007 für einige Länderspiele zurück.

### Erfolge
- dänischer Meister 1994, 1995, 1996, 1997, 1999, 2000, 2001, 2002, 2006
- EHF-Pokal 1994, 1999
- EHF Champions League 2006
- Goldmedaille bei den Olympischen Spielen 1996
- Europameister 1994, 1996
- 3. Platz bei der Weltmeisterschaft 1995
- Im Jahr 2001 wurde sie zu Dänemarks Handballerin der Jahres gewählt.[11]